# Polizeihauptwachtmeister

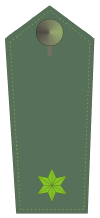
„Oestergaard“-Uniform (1976–1979 bundesweit eingeführt): Schulterklappe eines PHW

Polizeihauptwachtmeister (Abkürzung: PHW) war bis in die 1990er Jahre hinein eine Amtsbezeichnung der bundesdeutschen Länderpolizeien und des Bundesgrenzschutzes (BGS) sowie, bis 1990 in der DDR, ein Dienstgrad der Deutschen Volkspolizei. In der Bundesrepublik lange Zeit das Spitzenamt der einfachen Beamtenlaufbahn, war Polizeihauptwachtmeister zuletzt das Eingangsamt der mittleren Laufbahn. Entsprechend begannen Polizeibewerber ihre Laufbahn als Polizeihauptwachtmeister-Anwärter. In den Länderpolizeien und im BGS wurde die Amtsbezeichnung im März 1993 abgeschafft. Polizeihauptwachtmeister-Anwärter wurden seinerzeit noch während der laufenden Ausbildung in Polizeimeister-Anwärter umbenannt.

## Dienstgradhistorie
Der Dienstgrad Polizeihauptwachtmeister wurde zur Zeit der Weimarer Republik, im Laufe der 1920er Jahre, in fast allen uniformierten Polizeien der deutschen Reichsländer eingeführt, nahezu zeitgleich mit den Dienstgraden Polizeimeister und Polizeiobermeister. Bis dahin war in der Regel der Polizeioberwachtmeister (Bayern: Stabsoberwachtmeister) der ranghöchste Schutzmann oder Gendarm unterhalb der Ebene der Polizeioffiziere gewesen. In der Republik Baden rangierte er noch bis 1933 hinter dem Polizei- bzw. Gendarmerieoberwachtmeister, seitdem aber, wie in allen anderen Reichsländern, vor ihm. In der Regel trat ein Polizist erst mit Erlangung des Dienstgrads Polizeihauptwachtmeister in das Beamtenverhältnis auf Lebenszeit ein.
Bis 1941 entsprach dem Polizei- bzw. Gendarmeriehauptwachtmeister der Feldwebel der Reichswehr bzw. Wehrmacht, bevor er in der nationalsozialistischen Ordnungspolizei dem Oberfeldwebel gleichgestellt wurde. Ihm unmittelbar nachgeordnet war seit 1935 der neue Dienstgrad Revieroberwachtmeister (Schutzpolizei) bzw. Bezirksoberwachtmeister (Gendarmerie), in kasernierten Einheiten (Bereitschaftspolizei, Landespolizei) der Zugwachtmeister (sic!).
In den Länderpolizeien der Bundesrepublik Deutschland wurde der Polizeihauptwachtmeister zunächst wie ein höherer Mannschaftsdienstgrad der Bundeswehr besoldet. Im Bundesgrenzschutz (BGS) und bei der Kriminalpolizei (hier: Kriminalhauptwachtmeister) stand er jedoch laut Bundesbesoldungsgesetz von 1957 in der Besoldungsgruppe A 6; diese teilte er sich anfangs mit dem Feldwebel der Bundeswehr und ab 1969 (seit dem Aufrücken des Feldwebels nach BesGr. A 7) mit dem Stabsunteroffizier. In der Kriminalpolizei war Kriminalhauptwachtmeister der unterste Rang. Bis 1976 firmierte der Polizeihauptwachtmeisters im BGS offiziell als Hauptwachtmeister im BGS, beim Bundesgrenzschutz (See) aber seit 1972 als Obermaat im BGS.
Mit der bundesweiten Abschaffung des einfachen Dienstes in den Schutzpolizeien der Bundesländer, 1976, wurde Polizeihauptwachtmeister zum Eingangsamt des mittleren Dienstes. Entsprechend begannen Polizeibewerber jetzt ihre Laufbahn als Polizeihauptwachtmeister-Anwärter. Mit Fortfall des Polizeihauptwachtmeister-Amts im März 1993 wandelte sich die Bewerberbezeichnung in Polizeimeister-Anwärter. Teilweise geschah die Umbenennung noch während laufender Ausbildungsjahrgänge. Die Amtsbezeichnungen Polizeiwachtmeister und Polizeioberwachtmeister blieben indes vorerst erhalten und bezeichnen seitdem ausschließlich in Ausbildung befindliche Polizeibeamte.
Bei der 1992 in den Bundesgrenzschutz übernommenen Bahnpolizei entsprach dem Polizeihauptwachtmeister der Bundesbahnsekretär im Bahnpolizeidienst.
In der der Deutschen Volkspolizei der DDR war Hauptwachtmeister der VP der zweitniederste Unterführerrang.
| Dienstgrad                         |                          |                       |
| niedriger: Oberwachtmeister der VP | Hauptwachtmeister der VP | höher: Meister der VP |

### Historische Dienstgradabzeichen

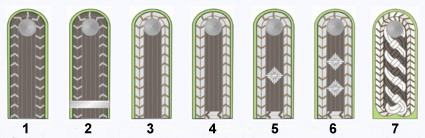
Schulterstücke Ordnungspolizei, 1941–1945:
Unterwachtmeister (1)
Rottwachtmeister (2)
Wachtmeister (3)
Oberwachtmeister / Junker (4)
Revier-, Bezirks-, Zug-Oberwachtmeister (5)
Hauptwachtmeister / Oberjunker (6)
Meister (7)

Bis zur Einführung der bundeseinheitlichen sogenannten Oestergaard-Uniform, zwischen 1976 und 1979, erlebte das Dienstgradabzeichen (seit 1976 „Amtsabzeichen“) vielfältige zeit- und länderspezifische Wandlungen. Bis Ende des Zweiten Weltkriegs war der Rang anhand von Schulterstücken abzulesen. Je nach Land oder Kommune unterschieden sich diese noch bis 1936 erheblich voneinander. Sie konnten fallweise aus breiter Metalltresse (bspw. Freistaat Sachsen), Flechtwerk (u. a. Preußen) oder nebeneinander liegenden Plattschnüren bestehen. Dazu orts- und zeitabhängig ein oder zwei Rangsterne bzw. Rangrosetten.
Im Dritten Reich waren die Rangabzeichen der Ordnungspolizei seit 1936 erstmals reichseinheitlich gestaltet, allein die Branchenfarben (Schutzpolizei, Gendarmerie, Feuerschutzpolizei) unterschieden sich. Sogenannte Geschäftsführende Hauptwachtmeister in geschlossenen Formationen der Ordnungspolizei (z. B. Ausbildungsbataillone, Polizei-Hundertschaften) trugen in ihrer Funktion als Kompaniefeldwebel („Spieß“) seit 1939 über beiden Ärmelaufschlägen je zwei „Kolbenringe“ aus silberfarbener Unteroffizierslitze, ähnlich den Hauptfeldwebeln der Wehrmacht. Die Bestimmung wurde 1940 auf die Hauptwachtmeister-Diensttuer ausgedehnt.
Nach Ende des Zweiten Weltkriegs wurden in der Bundesrepublik Deutschland die Schulterstücke der nationalsozialistischen Ordnungspolizei in modifizierter Form weitergetragen, unter anderem entfiel jedoch bei allen Wachtmeistern (Sammelbezeichnung) die 1941 eingeführte silberne Querlitze am schulternahen Ende. Der Polizeihauptwachtmeister trug unten „offene“ Schulterstücke, mit zwei übereinander angeordneten vierspitzigen silberfarbenen Rangsternen. Die Schulterstücke kamen ab den 1960er Jahren langsam außer Tragung, nur der Bundesgrenzschutz behielt sie bis zum Jahr 2001 bei (die BGS-Dienstgrade POW und PHW entfielen bereits 1998). Bei den Länderpolizeien verwendete man nun meist silberfarbenen Gradabzeichen, in Form von ein oder zwei, selten drei Schwingen, Winkeln, Balken, Rosetten oder Sternen. Diese wurden oft an den Oberärmeln geführt, in einigen Kommunal- oder Länderpolizeien aber auf den Kragenspatten (in der Polizei Baden-Württemberg salopp „Käsecken“ genannt).
Mit Einführung der Oestergaard-Uniform kam es, erstmals in der Bundesrepublik Deutschland, ab 1976 zu einer länderübergreifenden Vereinheitlichung der Rangabzeichen. Den Polizeihauptwachtmeister kennzeichneten nun zwei mittelgrüne Schulterklappen, die jeweils mit einem gewebten hellgrünen, sechsspitzigen Stern versehen waren. Das Abzeichen teilte er sich mit dem Polizeioberwachtmeister (sofern dieser stattdessen nicht eine hellgrüne Quertresse führte) und bis 1987 auch mit dem Polizeimeister. Letzterer erhielt dann zwei Rangsterne, analog zur Umstellung des Drei-Rangsterne-Systems auf das Vier-Rangsterne-System.